# Schwarzfaseriger Ritterling
Der Schwarzfaserige Ritterling (Tricholoma portentosum), auch Rußkopf oder Schnee-Ritterling genannt, ist eine seltene Pilzart aus der Familie der Ritterlingsverwandten (Tricholomataceae).

## Merkmale

### Makroskopische Merkmale
Der Hut erreicht 4–11(–15) cm Durchmesser, ist anfangs halbkugelig oder glockenförmig und später gewölbt bis flach und stumpf gebuckelt. Die Huthaut ist abziehbar. Die Oberfläche ist grau bis graubraun auch mit gelben oder violetten Nuancen, in der Mitte fast schwarz und hat ein Muster von eingewachsenen, radialen schwarzen Fasern (→ Name). Sie ist feucht schmierig bis klebrig und trocken glänzend. Die Lamellen stehen gedrängt und untermischt und sind ausgebuchtet am Stiel angewachsen, jung weiß, bekommen dann gelbliche Flecken und werden schließlich gelblich grün. Das Sporenpulver ist weiß. Der Stiel wird 6–10 cm lang und bis zu 2,5 cm dick, ist etwas faserig beschaffen und im Alter hohl. Die Oberfläche ist kahl, weißlich und grünlich gelb fleckend. Das Fleisch (Trama) ist weißlich bis (an der Huthaut) graugelb gefärbt, riecht mehlartig und schmeckt schwach mehlartig, mild.

### Mikroskopische Merkmale
Die Sporen sind zwischen breit ellipsoid und annähernd kugelig geformt, farblos durchscheinend, haben eine glatte Oberfläche und zeigen mit Jodreagenzien keine Farbreaktion (nicht amyloid). Sie messen 5–7 × 3–6 Mikrometer. Sie wachsen zu viert an den Basidienzellen. Die Basidienzellen messen 22–40 × 5–7,5(–9) Mikrometer. Die Lamellenschneiden sind fertil. Cheilozystiden oder Schnallen sind keine vorhanden. Allerdings sind existieren Hymeniumzellen, die Zystiden recht ähnlich aussehen, aber nicht aus dem Hymenium herausragen. Die Huthaut ist eine bis zu 300 Mikrometer dicke Ixocutis aus zylindrischen, 1,5–4 Mikrometer dicken Hyphen-Fäden. An der Stieloberfläche finden sich zylindrische bis gewundene Caulozystiden von 20–60 × 3–9 Mikrometern.

## Artabgrenzung
Die Unterscheidung von seinen zahlreichen, ähnlich aussehenden Verwandten gilt als schwierig. Sein bestes Unterscheidungsmerkmal ist seine dunkle, graue Hutfarbe.
Der Brennendscharfe Ritterling hat einen spitzen Buckel und brennend scharfen Geschmack.
Der Tiger-Ritterling hat eine schuppige Huthaut.
Beim Seifen-Ritterling rötet die Basis und er riecht seifig.

## Ökologie und Verbreitung
Der Schwarzfaserige Ritterling wächst in Mykorrhiza-Symbiose mit verschiedenen Laub- und Nadelbäumen, in erster Linie mit Fichte und Kiefer, manchmal auch mit Espen oder Birken. Er fruchtet von September bis Dezember auch noch in den ersten Frösten, weshalb er auch als Schnee-Ritterling bekannt ist. Er kommt in ganz Europa vor und ist allgemein selten.

## Bedeutung
Er ist essbar und wird als Speisepilz genutzt.
Enthaltene bioaktive Stoffe mit zum Teil krebshemmenden, antibiotischen (gegen grampositive Bakterien) und antimykotischen (gegen Cryptococcus neoformans) Eigenschaften eröffnen zumindest potenzielle medizinische Nutzungen.

### Inhaltsstoffe
Das frische Pilzfleisch enthält zu etwa 93 % Wasser, 3,64 % Kohlenhydrate, 2,12 % Protein, 0,81 % Rohasche, 0,38 % Fett (etwa 1:6:3 gesättigte, ungesättigte und mehrfach ungesättigte Fettsäuren) und hat einen Brennwert von etwa 112 Kilojoule pro 100 Gramm.
Der Anteil an Ballaststoffen an der Trockenmasse beträgt annähernd 45 %, der Proteingehalt etwa 16 %, davon 61,8 % essentielle Aminosäuren mit Leucin, Isoleucin und Tryptophan als für die Verwertung im menschlichen Organismus limitierenden Aminosäuren der Mischung. Die biologische Verwertbarkeit der enthaltenen Proteinmischung liegt nach dem PDCAAS höher als bei den meisten pflanzlichen Proteinmischungen und deutlich niedriger als bei Milch, Ei und Fleisch. Der Fettgehalt beträgt 5,7 %, wovon über 75 % auf Ölsäure (einfach ungesättigt) und Linolsäure (mehrfach ungesättigt) entfallen.
Weiterhin sind reichlich Antioxidantien enthalten.

## Systematik und Taxonomie
Die offizielle Erstbeschreibung geht auf Elias Magnus Fries zurück, der die Art im 1821 erschienenen ersten Band seines Werkes Systema mycologicum beschrieben hat.
Es sind mehrere Varietäten beschrieben:
- Varietät boutevillei Marcel Bon 1984[9] mit dunklerer, schuppiger Hutoberfläche und mit Eichen- und Buchen-Symbionten
- Varietät lugdunense Bon[10] mit blassem Fruchtkörper
- Varietät album Jacquetant & Bon[10] mit weißem Fruchtkörper
- Varietät avellaneifolium ([W. A. Murrill]) A. H. Smith[11]
- Varietät centrale Peck 1898.